# Tempo e Argumento
Tempo e Argumento (TeA) é uma revista trimestral de fluxo contínuo, criada em 2009, especializada em História do Tempo Presente e campos relacionados. É uma iniciativa do Programa de Pós-Graduação em História da Universidade do Estado de Santa Catarina. Desde 2014, Tempo e Argumento ocupa o estrato Qualis A1 em História, uma das melhores posições na avaliação de periódicos promovida pela Coordenação de Aperfeiçoamento de Pessoal de Nível Superior (Capes). 

## História e objetivos
A revista Tempo e Argumento foi criada em 2009 com a finalidade de constituir um espaço de divulgação de estudos recentes, inovadores e de referência no domínio da História do Tempo Presente. O periódico, ao promover o intercâmbio de informações e experiências entre pesquisadores e instituições brasileiras e estrangeiras, tem estimulado a produção científica na área de Histórias e afins. Em função de seu escopo e das iniciativas adotadas, isso significa fomentar o debate de questões teórico-metodológicas referentes à área de História e possibilitar a circulação com acesso aberto de publicações, comentários, artigos, entrevistas e documentos de caráter historiográfico.
Nos últimos anos o periódico tem se destacado por buscar a produção qualificada e abordagens inovadoras nas discussões sobre História do Tempo Presente na América Latina, com especial destaque para países como a Brasil, Argentina, o Chile, o México e o Uruguai. São ainda constantes as relações com investigadores e investigadoras situados na Europa, com contribuições na forma de artigos e ensaios publicadas por portugueses, espanhóis, franceses, entre outros. Mais recentemente, a diversificação de abordagens e temáticas e a divulgação constante da revista tem possibilitado a ampliação de seu alcance e a recepção de contribuições de acadêmicos de países como Moçambique e Estados Unidos.
Desde 2021 a revista Tempo e Argumento adotou a publicação em fluxo contínuo, o que a insere no modelo mais atual e ágil empregado por diferentes periódicos científicos.

## Qualidade
Na avaliação que se refere ao triênio 2013-2016 pelo sistema institucional Qualis, mantido e aferido pela CAPES, órgão do Ministério da Educação, a revista Tempo e Argumento está situada no estrato A1 na área de História, ou seja, no grupo de periódicos considerados de alto impacto e relevância científica. De acordo com o sistema de publicações científicas Ranking Redib, a Tempo & Argumento em 2020 alcançou a 45º posição no índice global e em 5º lugar entre os periódicos brasileiros na área de História.
Em maio de 2022 foi divulgado o índice bibliométrico SCImago Journal Rank (SJR) relativo ao ano anterior. O SJR apresenta um ranking dos periódicos que estão indexados na base de periódicos Scopus, da empresa Elsevier. Entre outras questões, mede o prestígio científico do periódico, a partir de indicadores como números de citações e redes de colaborações. Na área da História, a revista Tempo e Argumento é o segundo periódico mais bem colocado do Brasil e pelo terceiro ano consecutivo, a Tempo e Argumento, está no Q1 (quartil 1). Nesse quartil encontram-se os periódicos com melhor desempenho em sua categoria.
Desde a sua primeira edição, em 2009, a revista Tempo e Argumento publicou artigos de referência na área de História do Tempo Presente, promovendo debates sobre a atuação social do historiador e as múltiplas camadas que permeiam o tempo histórico. Entre alguns dos intelectuais que já publicaram na revista estão: Carlos Fico, Rodrigo Patto Sá Motta, Marieta de Moraes Ferreira, François Dosse, Henry Rousso, entre outros. 

## Indexação
| - Scopus - Elsevier. - Web of Science. - Redalyc. - DOAJ. - REDIB. - Sumários.org. - LatinREV. |